# Edmund Burke (Bischof)
Edmund Burke (* Januar 1753 in Maryborough, Irland; † 29. November 1820 in Halifax, Kanada) war ein irischer römisch-katholischer Geistlicher und Apostolischer Vikar von Nova Scotia.

## Leben
Edmund Burke empfing 1776 das Sakrament der Priesterweihe für das Bistum Kildare und Leighlin. 1787 erfolgte die Inkardination in den Klerus des Bistums Québec.
Mit der Gründung des Apostolischen Vikariats Nova Scotia am 4. Juli 1817 wurde Edmund Burke zum Titularerzbischof von Sion und zum Apostolischen Vikar von Nova Scotia ernannt. Die Bischofsweihe spendete ihm am 5. Juli des darauffolgenden Jahres in der Kathedrale Notre-Dame in Québec der Bischof von Québec, Joseph-Octave Plessis; es assistierten der Priester Jérôme Demers und der Generalvikar des Bistums Québec, Antoine Robert.
Bischof Edmund Burke blieb bis zu seinem Tod am 29. November 1820 als Apostolischer Vikar im Amt.